# Vrhunci erotike in napetosti
Vrhunci erotike in napetosti je zbirka 30 knjig, ki so izhajale posamično enkrat na teden v letu 2004 in 2005 ob nakupu časnika Slovenske novice.
Seznam knjig:
1. Emmanuelle Arsan - Emmanuelle
2. Agatha Christie - Sloni si zapomnijo
3. Edgar Allan Poe - Konec Usherjeve hiše
4. Ljubezenske zgodbe iz tisoč in ene noči
5. Patricia Highsmith - Nadarjeni gospod Ripley
6. Ken Kessey - Let nad kukavičjim gnezdom
7. Giovanni Boccaccio - Dekameron
8. Arthur Conan Doyle - Spomini Sherlocka Holmesa
9. Hans Hellmut Kirst - Noči dolgih nožev
10. Henry Miller - Seksus
11. G. K. Chesterton - Zločini očeta Browna
12. Mary Wollstonecraft Shelley - Frankenstein
13. Giovanni Giacomo Casanova - Beg iz beneške ječe
14. Edgar Wallace - Grozoviteži
15. Ira Levin - Fantje iz Brazilije
16. Daniel Defoe - Zgode in nezgode znamenite Moll Flanders
17. James Ellroy - Črna dalija
18. Robert Silverberg - Knjiga lobanj
19. Pierre Louys - Tri hčere svoje matere
20. Gaston Leroux - Skrivnost rumene sobe
21. Mario Puzo - Boter
22. Jane Austen - Razsodnost in rahločutnost
23. Joseph Conrad - Tajni agent
24. Robin Cook - Koma
25. Aleksander Sergejevič Puškin - A. S. Puškina skrivni zapiski
26. Ian Fleming - Pozdrav iz Rusije
27. Johannes Mario Simmel - Pa čeprav ni zmeraj kaviar
28. Donatien Alphonse François de Sade - Juliette ; Justine
29. Graham Greene - Tretji človek
30. James Dickey - Odrešitev

## Konec Usherjeve hiše (Edgar Allan Poe)
Konec Usherjeve hiše je druga od njegovih desetih grozljivih zgodb, napisana pa je bila leta 1839. Bolj kot kompleksnost zgodbe jo opredeljuje razbohotena atmosfera. Neobvladljiva grozljivost (po pravilu se vse skupaj dogaja ponoči, če pa je že dan, je ta kar se da siv ali puščoben) je tokrat filigransko vključena v zgodbo. Metaforični razkroj, ki se kaže v fizičnem razpadanju samega poslopja hiše ter se zrcali v mentalnem in duševnem propadu Rodericka in Madeline Usher vse do njunih tragičnih smrti, je s svojo determinirano neizbežnostjo, polno skrivnostnih prispodob in mističnih referenc, vrhunska stvaritev, ki Edgarja Allana Poeja postavlja med vedno aktualne klasike. 